# Jhelisa
Jhelisa (Jackson, ...) è una cantante e compositrice statunitense naturalizzata italiana.

## Biografia
Jhelisa è nata a Jackson, negli Stati Uniti d'America. 
Nel 1994 acquisisce successo nel mondo della musica con l'album Galactica Rush. Poi esce Language Electric. Nel 1999 esordisce al cinema con il film The Protagonists, con il quale ha successo anche in Italia. È ambasciatrice dell'Unicef dal 2012.

## Discografia

### Album
- 1994 - Galactica Rush
- 1997 - Language Electric
- 2006 - A Primitive Guide to Being There
- 1994 - Friendly Presure

## Filmografia

### Cinema
- The Protagonists, regia di Luca Guadagnino (1999)